# Greene Vardiman Black
Greene Vardiman Black, conosciuto anche con il nome di G. V. Black (Winchester, 3 agosto 1836 – 1915), è stato un odontoiatra statunitense.
Nato nell'Illinois da William e Mary Black, trascorse la sua infanzia nella fattoria di famiglia e qui venne più volte attratto dalla natura circostante.
Iniziò a studiare medicina nel 1853, con l'aiuto del fratello, il dottor Thomas G. Black. Nel 1857 il dottor J. C. Speer insegnò a Black la tecnica odontoiatrica dell'epoca.
Dopo la guerra civile americana lavorò a Jacksonville.
Proprio qui compì i più importanti progressi: compose uno dei migliori amalgami dentali dell'epoca e scoprì la causa della fluorosi.
Inventò poi un trapano odontoiatrico a pedali. È ricordato anche per i suoi innumerevoli progressi nell'odontoiatria conservativa.
Il suo contributo più importante fu però la classificazione della carie, qui rappresentata.

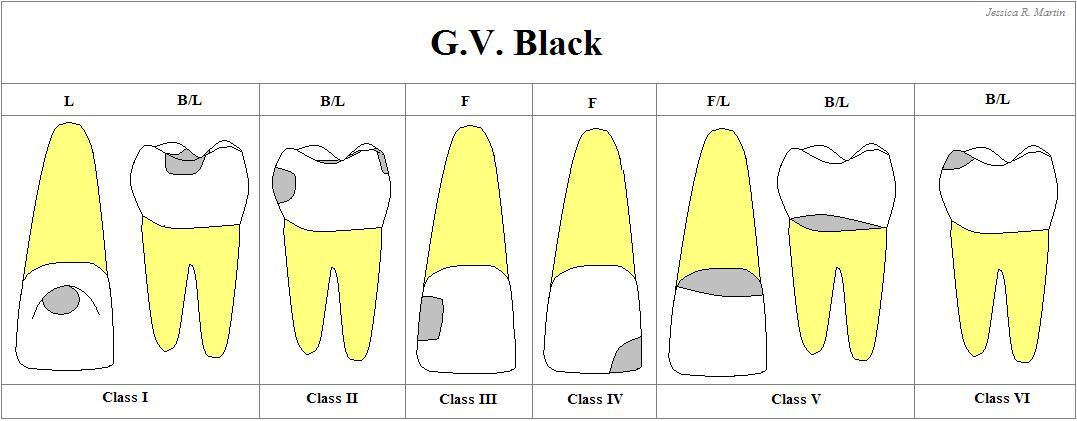

## Fonti
Dr. G.V. Black at PFA Hall of Fame